# Railroad Pioneer
Railroad Pioneer (Магнаты железных дорог, Пионеры железных дорог) — компьютерная игра, экономическая стратегия в реальном времени.

## Описание
Действие разворачивается в Соединённых Штатах Америки XIX века в эпоху железнодорожного бума. Игрок выступает в роли начальника одной из железнодорожных компаний и ему предстоит получить прибыль, перевозя различные грузы между различными предприятиями и городами с помощью своих поездов, а также победить соперничающую компанию. В игре есть одна кампания, в ходе которой игрок поэтапно строит Трансконтинентальную железную дорогу, а также несколько отдельных миссий.

## Мнения
| Сводный рейтинг       | Сводный рейтинг |
| Агрегатор             | Оценка          |
| --------------------- | --------------- |
| GameRankings          | 50,50 %         |
| Metacritic            | 50/100          |
| Иноязычные издания    |                 |
| Издание               | Оценка          |
| GameSpot              | 6,7/10          |
| GameZone              | 7,8/10          |
| Gamesmania            | 67/100          |
| Gamestar              | 73/100          |
| Jeuxvideo.com         | 7/20            |
| PC Action             | 62/100          |
| MobyGames             | 57/100          |
| Русскоязычные издания |                 |
| Издание               | Оценка          |
| Absolute Games        | 72 %            |